# Werner Bohne
Werner Bohne (* 25. September 1895 in Mühlgast, Landkreis Lüben, Provinz Schlesien; † 9. April 1940 im Oslofjord, Norwegen) war ein deutscher Kameramann.

## Leben
Der gebürtige Schlesier und Gutsbesitzersohn hatte zunächst eine Marinelaufbahn gewählt, von 1917 bis 1918 diente er als Fähnrich zur See. Seit 1921 beim Film, erlernte Bohne sein Handwerk als Assistent und einfacher Kameramann u. a. an der Seite des Italieners Giovanni Vitrotti. Unter dessen Patronage erhielt er 1925 seine erste Chance, als Co-Chefkameramann zu arbeiten.
In den 1930er Jahren stieg Bohne in die erste Reihe der Kameraleute des Deutschen Reiches auf. Unter anderem drehte er Karl Hartls Science-Fiction-Film-Klassiker Gold, Reinhold Schünzels Götterkomödie Amphitryon – Aus den Wolken kommt das Glück (1935), Marika Rökks Durchbruch Heißes Blut (1936), Willi Forsts Erfolg Allotria und den Rühmann-Film Der Mustergatte (1937).
1934 gehörte er zu den Kameraleuten, die Leni Riefenstahl bei ihrem  Reichsparteitagsfilm Triumph des Willens zur Verfügung standen. Bei Kriegsausbruch wurde er eingezogen und der Marine-Propagandakompanie Ost zugeteilt. Als SS-Sonderführer und Leutnant der Reserve der Marineartillerie ging er 1940 beim Norwegenfeldzug mit dem Schweren Kreuzer Blücher unter.

## Filmografie
| - 1925: Schiff in Not - 1925: Friesenblut - 1926: Die Schwester vom Roten Kreuz - 1926: In Treue stark - 1926: Unsere Emden - 1927: Leichte Kavallerie - 1928: Ein Lieb, ein Dieb, ein Warenhaus - 1929: Pori - 1929: Alte Kleider - 1929: Café Kalau - 1929: In Jena sind alle Mädels so blond - 1930: Susanne macht Ordnung - 1930: Das gestohlene Gesicht - 1930: Kreuz über der Großstadt - 1931: Dienen will ich - 1932: Strich durch die Rechnung - 1932: Schuß im Morgengrauen - 1932: Friederike - 1932: Der Frechdachs - 1932: Ein toller Einfall - 1933: Eine Tür geht auf - 1933: Höllentempo - 1933: Eine ideale Wohnung - 1933: Du sollst nicht begehren - 1933: Inge und die Millionen - 1934: Die Medaille | - 1934: Eine Nacht in Venedig - 1934: Gold - 1934: Besuch im Karzer - 1934: Herr Kobin geht auf Abenteuer - 1935: Kampf um Kraft - 1935: Triumph des Willens - 1935: Amphitryon – Aus den Wolken kommt das Glück - 1936: Die Unbekannte - 1936: Hans im Glück - 1936: Heißes Blut - 1936: Allotria - 1936: Ewiger Wald - 1936: Maria, die Magd - 1937: Land der Liebe - 1937: Das schöne Fräulein Schragg - 1937: Der Mustergatte - 1937: Serenade - 1938: Anna Favetti - 1938: Der Mann, der nicht nein sagen kann - 1938: Der Fall Deruga - 1939: Hotel Sacher - 1939: Frau am Steuer - 1939: Sensationsprozeß Casilla - 1939: Drei Väter um Anna - 1939: Ihr erstes Erlebnis - 1940: Kampf um Norwegen – Feldzug 1940 |